# Serebro
Le Serebro (in russo Серебро?; lett. "argento") sono un gruppo musicale russo nato nel 2006 ad opera del produttore russo Maksim Fadeev. Nel corso degli anni si sono susseguite varie componenti, nel 2019 è stato sciolto dal produttore stesso (dopo una riorganizzazione dell'etichetta discografica) per poi ritornare in attività, con una nuova formazione, nel 2024.
Nel 2007 si sono classificate terze con 207 punti all'Eurovision Song Contest, rappresentando la loro nazione con il brano Song #1. Il loro album di debutto, contenente i singoli usciti precedentemente, è uscito il 17 ottobre 2008 con il titolo OpiumRoz. Hanno poi riscosso un discreto successo con i singoli Mama Lover e Mi Mi Mi, tormentoni estivi rispettivamente del 2012 e 2013.

## Storia

### Gli esordi e l'Eurovision Song Contest 2007
Il gruppo si è formato nel 2006 dall'unione della siberiana Elena Temnikova, terza classificata al talent show russo Fabrika Zvëzd 2 (Star Factory 2) nel 2003 e con all'attivo due singoli pubblicati come solista, con Ol'ga Serjabkina, neolaureata in lingue con un passato da ballerina e Marina Lizorkina, già componente del gruppo musicale Formula, con il quale aveva pubblicato alcuni singoli.

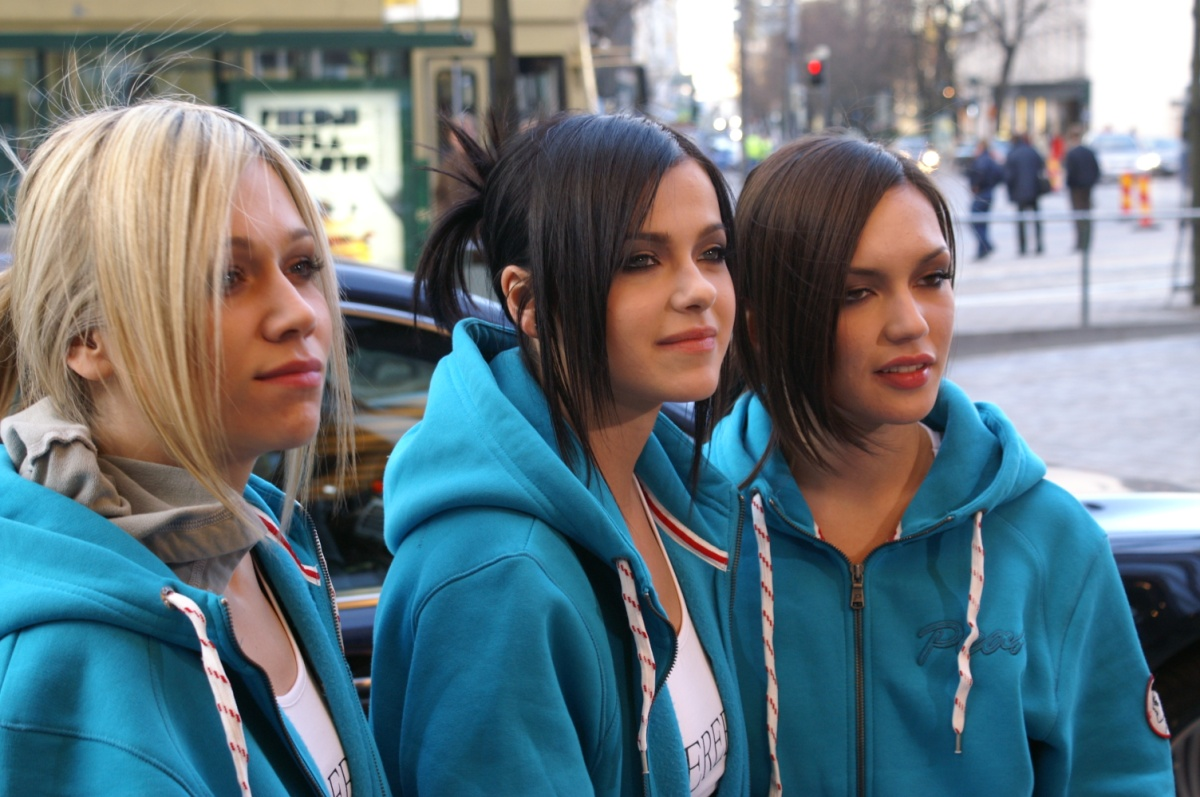
Le Serebro ad Helsinki per l'Eurovision Song Contest 2007 (da sinistra: Marina, Elena e Ol'ga)

Messe sotto contratto dall'etichetta discografica Monolit Records, nel marzo 2007 hanno partecipato e vinto le selezioni nazionali per l'Eurovision Song Contest 2007, al quale hanno così partecipato nel seguente mese di maggio rappresentando la Russia con il brano Song #1, piazzandosi al terzo posto con 207 punti e accedendo automaticamente alla finale grazie al secondo posto ottenuto l'anno precedente da Dima Bilan.
In seguito, il gruppo ha ottenuto un ottimo successo in Russia e nei paesi dell'Europa orientale, pubblicando anche diversi singoli di successo (spesso identificati in occidente come Song #2, Song #3 a causa della difficile pronuncia della lingua russa).
Agli MTV Russia Music Awards 2007 il gruppo Serebro ha ricevuto 4 candidature: 'Migliore progetto pop', 'Miglior debutto', 'Miglior canzone' e 'Miglior video'. I risultati dei voti online le hanno portate a vincere nella categoria 'Miglior debutto'.
Nel dicembre 2007 hanno inoltre vinto un altro premio all'importante cerimonia russa "Zolotoj grammofon", organizzata dalla Russkoe Radio, la più grande dello spazio ex sovietico. Sono state premiate ai World Music Awards nel 2007 come artista che ha venduto maggiormente in Russia e agli MTV Russia Music Awards 2008 hanno vinto la categoria di Miglior Gruppo.
I singoli del gruppo, tutti pubblicati tra il 2007 e il 2009, sono stati poi riuniti nel loro album d'esordio, Opiumroz, uscito nell'aprile 2009 in Russia e nel marzo 2010 su scala internazionale. Sempre nel marzo 2010 è stato pubblicato l'EP Izbrannoe, contenente il singolo Sladko. Nel frattempo, nel 2009, Marina Lizorkina ha abbandonato il gruppo lasciando il posto a Anastasija Karpova, chiamata semplicemente Nastja.

### Il successo internazionale
Nel 2010 hanno pubblicato altri due singoli, Ne vremja e Davaj deržat'sja za ruki, seguiti nel 2011 da Mama Ljuba, diffuso su scala internazionale e anche in Italia nel 2012 con il titolo Mama Lover, che darà poi il nome all'album omonimo uscito nel giugno 2012. Dopo aver raggiunto in Italia il disco di platino per il singolo Mama Lover, il 24 settembre 2012 è uscito il loro nuovo singolo Gun.
Il 14 maggio 2013 viene pubblicato per il mercato russo il singolo Malo tebja (che uscirà successivamente in inglese con il titolo Little You), il cui video viene pubblicato il 10 luglio; in contemporanea col video esce come singolo per il mercato internazionale Mi Mi Mi, che ottiene un discreto successo. Il 18 settembre 2013 viene pubblicato per il mercato russo il brano Ugar, in collaborazione con il connazionale DJ M.E.G. I brani anticipano l'uscita del terzo album del gruppo.

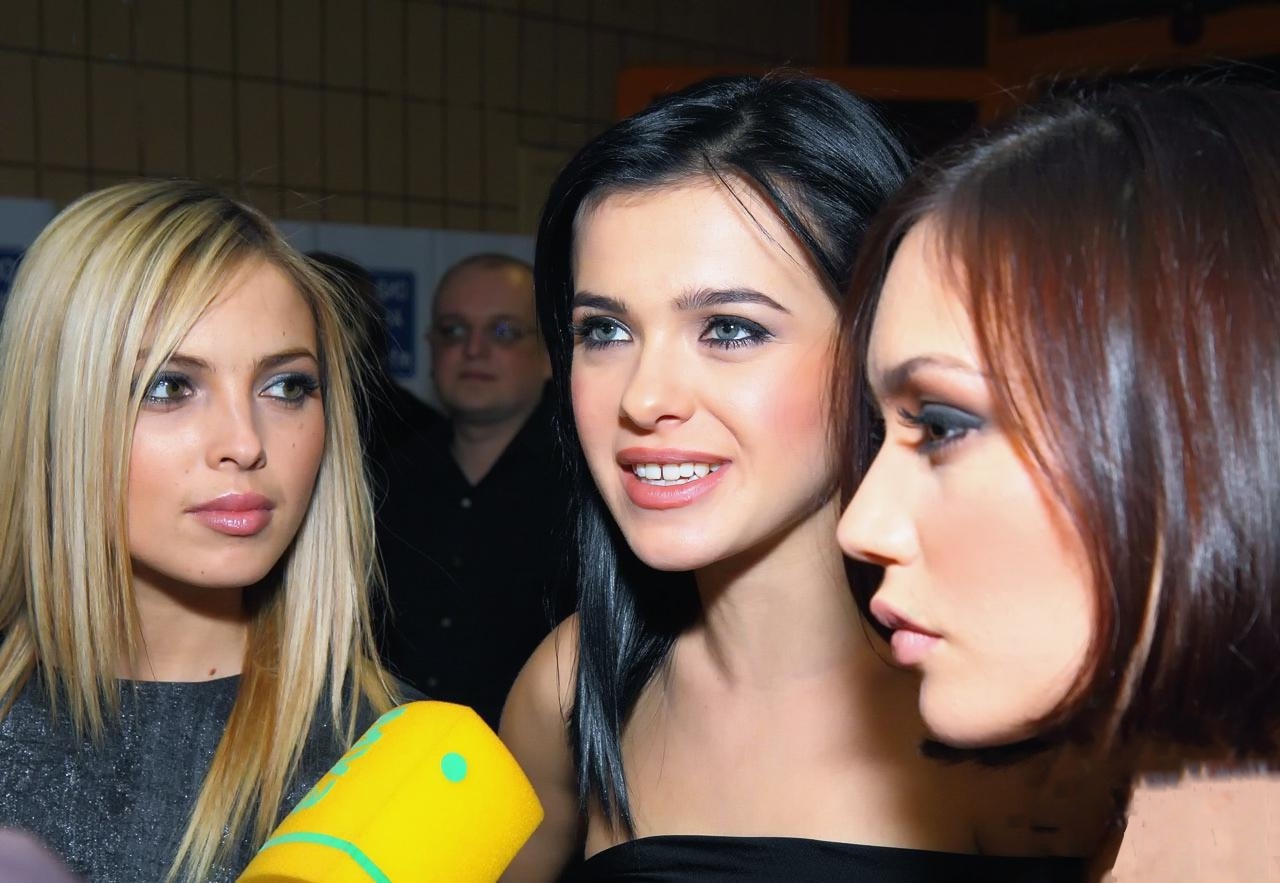
Le Serebro nel 2009 (da sinistra: Nastja, Elena e Ol'ga)

Il 27 settembre 2013, durante un'esibizione in un locale di San Pietroburgo, le Serebro annunciano che Nastja avrebbe lasciato il gruppo per intraprendere una carriera solista e che avrebbe preso il suo posto una nuova cantante: Dar'ja Šašina, detta "Daša", diplomata in violino e pianoforte.
Il 14 febbraio 2014, durante l'evento del Big Love Show, Elena Temnikova dichiara che a partire da dicembre 2014 si sarebbe presa un periodo di pausa dal panorama musicale per dedicarsi con il secondo marito alla creazione di una famiglia; il 15 maggio però, Elena decide di lasciare prematuramente il gruppo per motivi di salute (le viene diagnosticata una trombosi venosa). La cantante viene sostituita provvisoriamente dall'ex membro Anastasija Karpova ed il 5 giugno 2014 entra a far parte del gruppo Polina Favorskaja, che va così a sostituire in modo definitivo la cantante siberiana. Polina è cresciuta a Podol'sk e collaborava dal 2010 con il produttore del gruppo; è laureata in Media Communications alla Scuola superiore di economia di Mosca.
Il 29 maggio 2015 viene pubblicato il primo singolo con la nuova formazione: Kiss, Il cui video ufficiale viene pubblicato il 5 giugno successivo. Nel giugno 2015 le cantanti partecipano alla terza edizione del Coca-Cola Summer Festival con il brano Kiss, ottenendo una nomination per il Premio RTL 102.5 - Canzone dell'estate. Il 18 giugno 2015 viene pubblicato per il mercato russo il singolo Pereputala, il cui video è uscito lo stesso giorno.

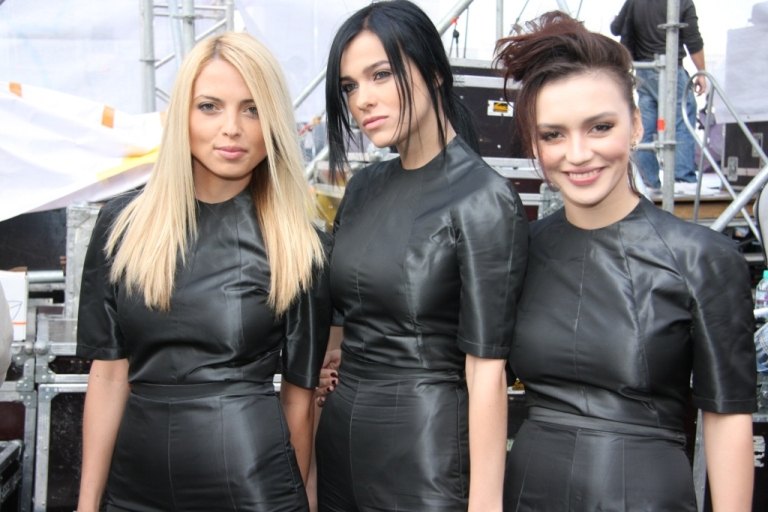
Le Serebro agli MTV Open Air 2010 (da sinistra: Nastja, Elena e Ol'ga)

Nel 2016 viene diagnosticata a Dar'ja Šašina una displasia congenita al ginocchio, che negli anni era peggiorata a causa dei numerosi viaggi e concerti del gruppo. Non potendo più esibirsi con le Serebro, la cantante lascerà il gruppo il 1º maggio 2016. Il produttore delle Serebro, Maksim Fadeev, apre così un casting per trovare una nuova cantante. Viene aperta una votazione on line e con 27 000 voti nell'aprile 2016 viene scelta Katja Kiščuk, diplomata alla Scuola di musica di Tula e studentessa di danza dell'Università Statale della Cultura e delle Arti (МГУКИ) di Mosca.
Il 27 maggio 2016 esce il terzo album del gruppo, Sila trëch, trainato dal singolo per il mercato internazionale Chocolate e dal brano per il mercato russo Slomana. Il 28 agosto 2017 Polina Favorskaja annuncia la sua uscita dal gruppo entro la fine dell'anno, per dedicarsi ad altre attività lavorative e personali.
Il 17 novembre successivo viene annunciato che la nuova componente delle Serebro, a partire dal 2018, sarà la ventenne insegnante di fitness e musicista kazaka Tat'jana Morgunova (Tanja), cresciuta ad Aqtöbe e trasferitasi dopo il diploma a San Pietroburgo.

### Il re-casting del gruppo e la sospensione delle attività
Il 9 ottobre 2018 Ol'ga Serjabkina, l'unica componente rimasta del gruppo originario del 2006, annuncia la sua uscita dalle Serebro a partire da febbraio 2019, per dedicarsi alla carriera solista del suo progetto parallelo Molly. Il 29 novembre seguente, le Serebro annunciano che anche Katja e Tanja proseguiranno con un percorso solistico e viene così aperto dal produttore Maksim Fadeev un nuovo casting, tramite Instagram, per trovare tre nuove ragazze che comporranno il gruppo da febbraio 2019.
Il 14 febbraio 2019 viene diffusa la notizia che il nuovo gruppo è composto da Elizaveta Kornilova, Marianna Kočurova (entrambe residenti a Mosca) e da Irina Titova (residente ad Ėlektrostal'). Le prime due componenti sono state selezionate tramite il casting di Instagram mentre Irina tramite un casting interno. Il 31 maggio 2019 esce il primo ed unico singolo con la nuova formazione: O, Mama.
Il 30 ottobre 2019 Maksim Fadeev, produttore del gruppo, annuncia di aver sciolto tutti i contratti con tutti gli artisti della sua etichetta Malfa per ripartire da zero con nuovi progetti, lasciando di fatto il gruppo Serebro in sospeso, poiché senza un produttore e senza etichetta. Il produttore lascia i diritti sulle canzoni registrate a tutti i suoi artisti e quindi, nel caso delle Serebro, solo ad Ol'ga Serjabkina, in quanto autrice di quasi tutti i testi del gruppo.
L'8 novembre 2019 Irina rivela che era già stata licenziata alla fine dell'estate, probabilmente in seguito ad una breve relazione con un membro dello staff Malfa, situazione vietata dal contratto con l'etichetta. Lo stesso mese Elizaveta rivela di essere al lavoro per un progetto solista con una nuova etichetta, con lo pseudonimo di Baeli. Nel successivo mese di dicembre Marianna rivela invece di essere ancora sotto contratto con l'etichetta Malfa ma, dopo un singolo da solista uscito nel giugno 2020, decide di cambiare etichetta l'autunno dello stesso anno.

### La rinascita del gruppo
Nel 2024 il gruppo si è riunito con una nuova formazione, costituita da Dar'ja Kuznecova, Ajgul' Valiulina e Diana Rak. Il 29 novembre è stato uscito il loro primo singolo, dal titolo Song #2.

## Formazione
Attuale
- Ajgul' Valiulina - Aya (Kazan', 23 settembre 2000) (2024-presente)
- Diana Rak - DI (Jalta, 22 aprile 2001) (2024-presente)
- Dar'ja Kuznecova - Keiko (Mosca, 29 luglio 2004) (2024-presente)

Ex componenti
- Ol'ga Serjabkina (Mosca, 12 aprile 1985) (2006-2019)
- Elena Temnikova (Kurgan, 18 aprile 1985) (2006-2014)
- Marina Lizorkina (Mosca, 9 giugno 1983) (2007-2009)
- Anastasija "Nastja" Karpova (Balakovo, 2 novembre 1984) (2009-2013)
- Dar'ja "Daša" Šašina (Nižnij Novgorod, 1º settembre 1990) (2013-2016)
- Polina Favorskaja (Volgograd, 21 novembre 1991) (2014-2017)
- Ekaterina "Katja" Kiščuk (Tula, 13 dicembre 1993) (2016-2019)
- Tat'jana "Tanja" Morgunova (Aqtöbe, 25 gennaio 1998) (2018-2019)
- Marianna Kočurova (San Pietroburgo, 6 luglio 1996) (2019)
- Irina Titova (Tashkent, 22 gennaio 1997) (2019)
- Elizaveta "Liza" Kornilova (Mosca, 22 giugno 2000) (2019)

## Discografia

### Album in studio
- 2009 – OpiumRoz
- 2012 – Mama Lover
- 2016 – Sila trëch

### Album di remix
- 2024 – LUML

### EP
- 2010 – Izbrannoe
- 2019 – Chico loco

### Raccolte
- 2024 – Belyj al'bom
- 2024 – 11

### Singoli

#### Singoli in inglese
- 2007 – Song #1
- 2012 – Mama Lover
- 2012 – Gun
- 2013 – Mi Mi Mi
- 2015 – Kiss
- 2016 – Chocolate
- 2016 – My Money
- 2018 – Chico loco

#### Singoli in russo
- 2007 – Pesnja nº1
- 2007 – Dyši
- 2008 – Opium
- 2008 – Skaži, ne molči
- 2009 – Sladko
- 2010 – Ne vremja
- 2010 – Davaj deržat'sja za ruki
- 2011 – Mama Ljuba
- 2012 – Mal'čik
- 2013 – Malo tebja
- 2014 – Ja tebja ne otdam
- 2014 – Ne nado bol'nee
- 2015 – Pereputala
- 2015 – Otpusti menja
- 2016 – Slomana
- 2017 – Projdët
- 2017 – Meždu nami ljubov'
- 2017 – V kosmose
- 2018 – Novyj god!
- 2018 – 111307
- 2018 – Pjatnica
- 2019 – O, mama
- 2025 – Nadoelo (105)
- 2025 – Daj mne šans

### Collaborazioni
- 2013 – Ugar (in collaborazione con DJ M.E.G.)
- 2015 – Blood Diamond (in collaborazione con i Yellow Claw)
- 2017 – Young Yummy Love (in collaborazione con DJ Feel)
- 2018 – Na lico (in collaborazione con i Hleb)
- 2018 – Pritjažen'ja bol'še net (cover trap dell'omonima canzone delle Nu Virgos, realizzata in collaborazione con Maksim Fadeev)

### Colonne sonore
- 2015 – Mi Mi Mi (usata nei film Spy e Jem e le Holograms)
- 2016 – Serdce pacanki (incisa per il reality Pacanki)